# Szegő Károly
Szegő Károly (Budapest, 1943. augusztus 17. – Budapest, 2022. január 22.) állami díjas fizikus, űrkutató, a fizikai tudományok doktora, egyetemi magántanár, az MTA Részecske- és Magfizikai Kutatóintézet (RMKI) volt igazgatója (1975-2002), a Magyar Tudományos Akadémia Kutatóintézeti Főosztályának főosztályvezetője (2002-2012).  Fizikai munkássága kezdetén főként elméleti részecskefizikával, azon belül csoportelméleti módszerek alkalmazásával foglalkozott.  Az 1980-as években fordult az érdeklődése az űrfizika felé, kiemelten az üstökösök felszínét, a felszíni folyamatokat, a napszél és az üstökösök kölcsönhatását tanulmányozta.

## Munkássága
Szegő Károly a 20. század utolsó két évtizedében a magyar űrkutatás kiemelkedő, nemzetközileg is elismert alakja volt. Társvezetője volt a Halley-üstökös megismerésére irányuló nemzetközi részvétellel 1986-ban indított szovjet VEGA űrmissziónak. Kutatási projektben az emberiség történetében először készítettek képet egy üstökös magjáról. A kutatócsoport által sikeresen meghatározták a mag méretét, forgását, modellezték felszíni aktivitását. Az üstökös lökéshulláma előtti térrészben új részecskegyorsítási mechanizmust fedeztek fel.
Emellett a NASA Pioneer Venus Orbiter missziójában volt vendégkutató, illetve társkutatóként részt vett a Mars kutatására indított Fobosz-2 misszióban. Jelentős eredményeik voltak a nem mágneses bolygók nappali oldalán lejátszódó fizikai folyamatok modellezésében. Ezt követően részt vett a Vénusz kutatását célzó Venus Express misszió ASPERA-4 kísérletében mint társkutató, ahol elsősorban a Vénusz csóvájában megfigyelhető folyamatok vizsgálta. Illetve társkutató volt NASA által a Szaturnusz bolygó tanulmányozására indított Cassini missziónak és az ESA (Rosetta) missziójának plazmafizikai kísérletében.

## Kitüntetései és elismerései[8]
- KFKI Intézeti Díj (1972),
- NASA oklevél (1982),
- Állami Díj (1986),
- Megbecsülés jele érdemrend (Szovjetunió, 1986),
- Magyar Asztronautikai Társaság Fonó Albert-díj (1989),
- NASA és ESA „group achievements awards” több alkalommal,
- MTESZ Díj (1991),
- Bay Zoltán-díj (2007),
- MTA Pro Scientia Hungarica Érem (2008).